# رودريغو دي لا فونتي
رودريغو دي لا فونتي (بالإسبانية: Rodrigo de la Fuente)‏ مواليد 26 نوفمبر 1976، هو لاعب كرة سلة إسباني سابق بدأ مسيرته الاحترافية في سنة 1993 لعب في ليغا أيه سي بي وحمل الرقم 14. يبلغ طوله 6 قدم 7 بوصة (2.0 م). اعتزل اللعب في 2012.

## فرق لعب لها
- بالونكيستو فوينلابرادا
- نادي برشلونة لكرة السلة
- فيرتوس روما
- سي بي إستوديانتس

## الميداليات
| الميدالية | المسابقة                         |
| --------- | -------------------------------- |
| فضية      | بطولة أمم أوروبا لكرة السلة 1999 |
| فضية      | بطولة أمم أوروبا لكرة السلة 2003 |

## روابط خارجية
- رودريغو دي لا فونتي على موقع الاتحاد الدولي لكرة السلة (الإنجليزية)
- رودريغو دي لا فونتي على موقع الدوري الإسباني لكرة السلة (الإسبانية)
- رودريغو دي لا فونتي على موقع كرة السلة الأوروبية.كوم (الإنجليزية)
- رودريغو دي لا فونتي على موقع كلية كرة السلة في سبورتس رفرنس.كوم (الإنجليزية)
- رودريغو دي لا فونتي على موقع ريلجم (الإنجليزية)
- رودريغو دي لا فونتي على موقع بروبوليرز (الإنجليزية)
- رودريغو دي لا فونتي على موقع سبورتس رفرنس (الإنجليزية)
- رودريغو دي لا فونتي على موقع أوليمبيديا (الإنجليزية)